# Cópia ilegal
A cópia ilegal, mais conhecido como cópia pirata, é uma cópia idêntica de um sistema de computador (programas, sistemas operacionais, etc) ou de um CD de música convencional. Só que essa mesma cópia idêntica é distribuída ilegalmente (sem um número de registro e sem a licença dos detentores dos direitos autorais). Todo produto original possui um número serial. Uma cópia, possui um número clonado, ou seja, um número igual ao do original.
O problema com a cópia ilegal é que quem a compra não está pagando aos produtores e autores da obra, e sim ao autor da cópia, e o Estado não recebe o dinheiro devido pelos impostos que incidem sobre o produto copiado.